# Ol' Man River
Ol' Man River es una canción popular compuesta por Jerome Kern con letra de Oscar Hammerstein II en 1927, para el musical Show Boat que está considerado como el "padre del musical estadounidense". Es cantada por un trabajador afroamericano de los barcos del río Misisipi.
La canción forma parte de la popular Lista de las 100 canciones más representativas del cine estadounidense que realizó en el año 2004 el American Film Institute, en la que está situada en el puesto número 24.

## Letra
Dere's an ol' man called de Mississippi
Dat's de ol' man dat I'd like to be
What does he care if de world's got troubles
What does he care if de land ain't free
Ol' man river, dat ol' man river
He mus' know sumpin', but don't say nuthin'
He jes' keeps rollin'
He keeps on rollin' along
He don' plant taters, he don't plant cotton
An' dem dat plants' em is soon forgotten
But ol'man river
He jes' keeps rollin' along
You an' me, we sweat an' strain
Body all achin' an' wracked wid pain,
Tote dat barge! Lif' dat bale!
Git a little drunk an' you lands in jail
Ah gits weary an' sick of tryin'
Ah'm tired of livin' an' skeered of dyin'
But ol' man river
He jes' keeps rolling' along
Niggers all work on de Mississippi**
Niggers all work while de white folks play**
Pullin' dose boats from de dawn to sunset
Gittin' no rest till de judgement day
(Don't look up an' don't look down)
(You don' dar'st make de white boss frown)
(Bend your knees an' bow your head)
(An' pull dat rope until you're dead)
Let me go 'way from the Mississippi
Let me go 'way from de white man boss
Show me dat stream called de river Jordan
Dat's de ol' stream dat I long to cross
(Ol' man river, dat ol' man river)
(He mus' know sumpin', but don't say nothin')
(He just keeps rollin')
(He keeps on rollin' along)
Long, low river
Forever keeps rollin'
(Don' plant taters, he don' plant cotton)
(And dem dat plants' em is soon forgotten)
(But ol' man river
(He jes' keeps rollin' along)
Long low river
Keeps singin' dis song
You an' me, we sweat an' strain
Body all achin' and wracked wid pain
Tote dat barge! Lift dat bale!
Git a little drunk and ya lands in jail
Ah gits weary an' sick o' tryin'
Ah'm tired o livin' an' skeered o' dyin'
But ol' man river
He jes' keeps rollin' along!